# Tricyrtis flava
Tricyrtis flava är en liljeväxtart som beskrevs av Carl Maximowicz. Tricyrtis flava ingår i släktet skuggliljor, och familjen liljeväxter. Inga underarter finns listade.